# George Henry Murray
Pour les articles homonymes, voir George Murray et Murray.
George Henry Murray (né le 7 juin 1861, décédé le 6 janvier 1929) était un homme politique néo-écossais qui fut premier ministre de cette province canadienne pendant vingt-sept ans, le mandat ininterrompu le plus long pour un chef de gouvernement dans l'histoire canadienne.